# 無頭體

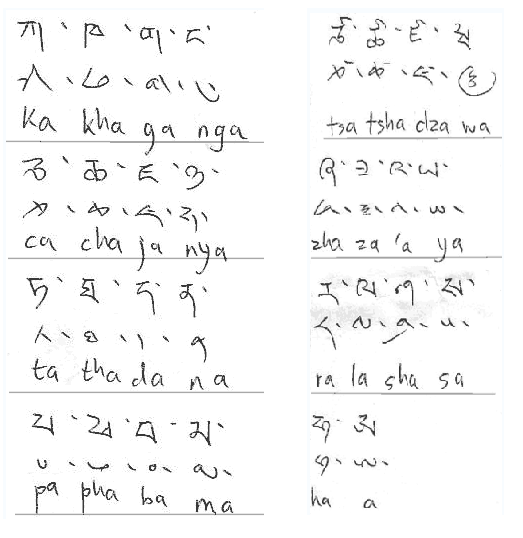
有頭體、無頭體、轉寫

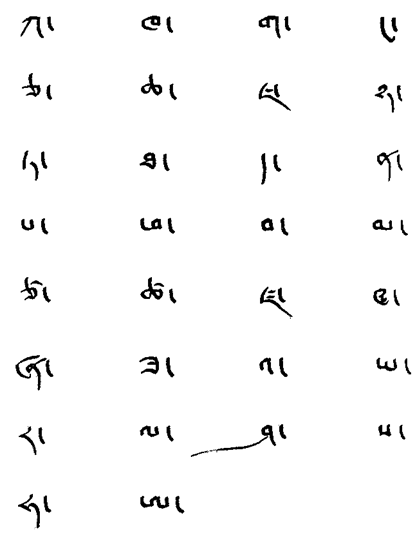
另一個無頭體的示例。注意豎寫的“節”點

無頭體（藏語：དབུ་མེད་，威利转写：dbu med，藏语拼音：Umê，音譯“烏媚”）是藏文的一類字體。其字母上端沒有橫直的一筆，區別于有頭體。
無頭體分為很多種，形態差異很大。常用的有
- 朱匝（藏語：འབྲུ་ཙ་，威利转写：'bru tsa，藏语拼音：Zhuza）體，字母的主體形似穀粒，多用於書寫公文。
- 白徂（藏語：དཔེ་ཚུགས་，威利转写：dpe tshugs，藏语拼音：Bêcug）體，多用於書寫經卷。

不同地區使用的無頭體也有所不同。安多地區較少使用無頭體。

## 外部連結
- 藏文字體簡介
- 無頭體文字示例：十七條協議